# Upplands runinskrifter 270
Upplands runinskrifter 270 är en vikingatida runsten i Smedby, Fresta socken och Upplands Väsby kommun. Stenen är ungefär 2,50 meter hög och 1,20 meter bred. Stenen med tidigare signum U 271 är en del av denna sten. Det runstensfragmentet är 0,60 gånger 0,70 meter stort och inmurat i en källarvägg. Fragmentet innehåller en del ornamentik och i en slinga till höger står runorna "yo" och även i en slinga till vänster syns rester av tre runstavar.
U 270 är en så kallad Greklandssten.

## Inskriften
Translitterering av runraden:
[ikiþur- isina...] ...oy [· stiu nuk · at · kiatilu... faþur · sin krikfarn · k...]
Normalisering till runsvenska:
Ingiþor[a] ... ... stiu ok at Kætil..., faður sinn, Grikkfara(?) ...
Översättning till nusvenska:
Ingetora ... ok efter Kättil-, sin fader, grek(lands)farare ...